# Life in Hell

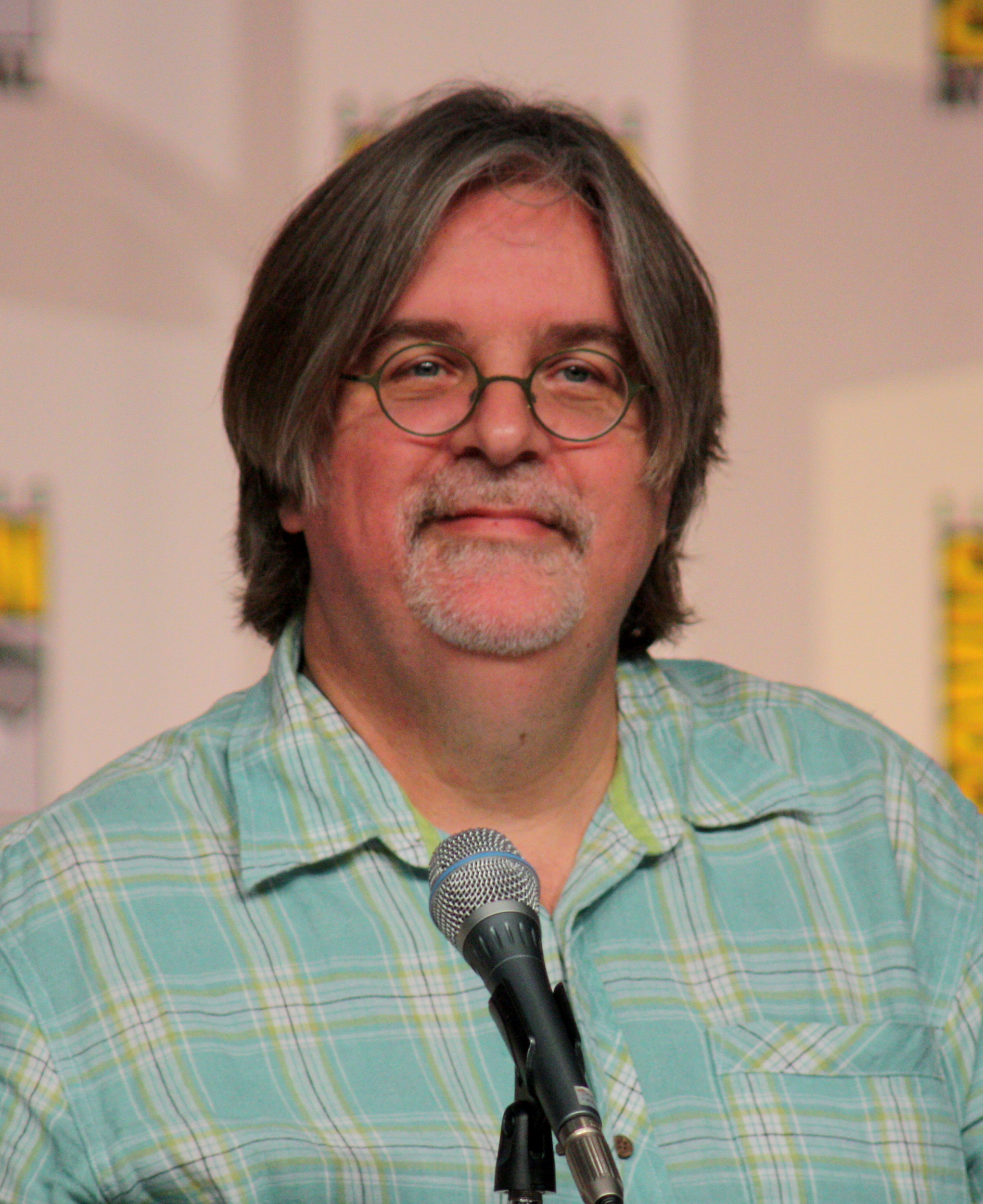
Matt Groeming na Comic Con de 2009 em San Diego

Life in Hell é uma série de tiras cômicas semanais criadas por Matt Groening, criador de The Simpsons e Futurama, que estreou em 1977 e permanece até os dias de hoje a ser impressa por vários jornais semanais. Também já foram organizadas antologias da série, publicadas em livros como School is Hell, Love is Hell, Work is Hell e The Big Book of Hell. Matt diz que pessoas que consideram o The Simpsons "impróprio" nem precisam pensar em ler Life in Hell. Uma antologia da série foi publicada no Brasil em 2016, com o nome Vida no Inferno. 
Nos quadrinhos, Groening atacou o que muitos jovens adultos encontrados repelente: escola, trabalho e amor. Ele a descreveu como "todos os ex-manifestante campus, cada idealista Boomer, a concepção de que a existência de adultos nos anos 80 acabaram por ser." Groening fotocopiou e distribuiu a história em quadrinhos para os amigos. Ele também é vendido por dois dólares por cópia no "punk" canto da loja de discos em que ele trabalhava, Licorice Pizza em Sunset Boulevard . Life in Hell estreou-se como uma história em quadrinhos na revista Wet avant-garde em 1978, para quem Groening fez seu primeiro desenho animado como venda profissional. A primeira faixa, intitulada "Forbidden Words", foi publicada na edição de Setembro/Outubro. Popular no subsolo, Life in Hell foi apanhada pelo Los Angeles Reader (um jornal alternativo semanal onde Groening também trabalhou como tipógrafo, editor, artista paste-up e crítico de música) em 1980, quando começou a aparecer semanalmente. A tira foi frequentemente um serial, discutindo vários temas, como "Love is Hell", em 1984 "13 capítulos por minissérie" pontificava sobre amor e relacionamentos. Em novembro do mesmo ano, a então namorada de Groening (e colega de trabalho no Reader) Deborah Caplan ofereceu para publicar "Love is Hell", em forma de livro. O livro foi um sucesso underground, vendendo 22 mil cópias em suas duas primeiras impressões. Logo depois, Caplan e Groening sairam do Reader e uniram a Life in Hell Co., que segurou renda e divulgação para os projetos de Groening. Life in Hell chegaram a atenção do produtor de Hollywood James L. Brooks, que recebeu uma faixa - "The Los Angeles Way of Death", de 1982 - como um presente do companheiro do produtor Polly Platt. Em 1985, Brooks entrou em contado com Groening propondo desenvolver uma série de curtas paródias animadas, chamadas "pára-choques", por The Tracey Ullman Show. Originalmente, Brooks quis Groening para adaptar a sua vida em caráter interno para o show. Temendo a perda de direitos de propriedade de seus personagens, Groening criou um grupo inteiramente novo de personagens, os Simpsons.

## Personagens
Binky: é amargo, deprimido e, portanto, o coelho "normal" e estrela do desenho animado. Ele geralmente incorpora medo e alienação. Binky é geralmente preso em um beco sem saída, tem um apartamento ruim e regularmente visita um terapeuta. Binky normalmente está cheio de sábios antigos provérbios.
Sheba: é namorada distante de Binky. Aparência-wise, ela é "basicamente Binky no arrasto." Binky e Sheba encontraram-se em um café em um enredo de 1981, e são frequentemente utilizados como um par genérico sempre que Groening precisa de um.
Bongo: é o filho ilegítimo de Binky, o produto de uma noite embriagada de paixão "selvagem". Ele foi introduzido em 1983 num enredo em que sua mãe, Hulga, deixou de Binky para que ela pudesse tentar a sorte em Nova York. Atributo que define Bongo físicamente é a sua orelha, que Groening admite que é apenas para que o espectador casual poça dizer-lhe além do Binky. Bongo, uma vez fez uma aparição no episódio de Futurama Xmas Story, onde ele é visto sendo vendido em um pet loja.
Akbar e Jeff: são descritas em várias bandas e entrevistas como "irmãos ou amantes ... e possivelmente dois". Em uma entrevista, Groening diz que eles são gays. Eles têm narizes grandes e desgaste fezzes de camisas listradas, como Charlie Brown. Eles têm executado diversas empresas ao longo dos anos, incluindo Akbar e Jeff Tofu Hut, Akbar e Jeff Terremoto T-Shirt Hut, e Bootleg Akbar e Jeff "Akbar e Jeff" T-Shirt Hut. Como Binky e Sheba, Akbar e Jeff são frequentemente utilizados como um par genérico, quando necessário. Segundo Groening, "a razão pela qual eu desenhar uma tira com Akbar e Jeff, em vez de Binky e Sheba é que eu acho que ninguém pode me acusar de tentar marcar pontos contra os homens ou mulheres, se os personagens são idênticos." Têm sido dadas aparições em Os Simpsons, como durante o "Triple Homero Bypass", onde Homer usa fantoches lembrando os caracteres para descrever sua cirurgia para Bart e Lisa.
'Matt Groening aparece na faixa como um coelho, barba e óculos. Ele também é por vezes representado como Binky.
Will e Abe: dois filhos de Matt Groening, representada em forma de coelho.
Snarla: um gato, é colega de Bongo e interesse amoroso. Ela carrega uma semelhança com a Lisa Simpson.
Bart Simpson: nunca falou - exceto quando ele pronunciou o seu slogan antigo: "Não temos uma vaca, cara!" em "palavras proibidas" tira - mas é visto no fundo de uma série de tiras.
Mr. Simpson: é o chefe Binky do cão antropomórfico em seu trabalho. Seu nome anterior à Simpsons.
Gooey, Screwy, e Ratatouille: são sobrinhos de Akbar e Jeff triplete. Os nomes são uma paródia óbvia dos personagens Disney Huguinho, Zezinho e Luisinho (sobrinhos do Pato Donald).

## Livros
- 1986 – Love Is Hell – (ISBN 0-394-74454-3)
- 1986 – Work Is Hell – (ISBN 0-394-74864-6)
- 1987 – School Is Hell – (ISBN 0-394-75091-8)
- 1988 – Box Full of Hell – (ISBN 0-679-72111-8)
- 1988 – Childhood Is Hell – (ISBN 0-679-72055-3)
- 1989 – Greetings from Hell – (ISBN 0-679-72678-0)
- 1989 – Akbar and Jeff's Guide to Life – (ISBN 0-679-72680-2)
- 1990 – The Big Book of Hell – (ISBN 0-679-72759-0)
- 1991 – With Love From Hell – (ISBN 0-06-096583-5)
- 1991 – How to Go to Hell – (ISBN 0-06-096879-6)
- 1992 – The Road to Hell – (ISBN 0-06-096950-4)
- 1994 – Binky's Guide to Love – (ISBN 0-06-095078-1)
- 1994 – Love Is Hell: Special Ultra Jumbo 10th Anniversary Edition – (ISBN 0-679-75665-5)
- 1997 – The Huge Book of Hell – (ISBN 0-14-026310-1)
- 2007 – Will and Abe's Guide to the Universe – (ISBN 0-06-134037-5)